# サク市
サク市（サクし、エストニア語: Saku vald）はエストニア共和国北西のハリュ県にある市。市名はサクビールに由来する。
サク市の行政の中心はサクであり、2005年の統計では人口4,618人である。エストニアの首都・タリンの南20 kmに位置する。

## 歴史
1866年に発足した。市内の醸造所で造られるサクビールはエストニアを代表するビールのブランドであり、19世紀初頭から生産している。
1998年に長野県佐久市と交流を開始、2007年（平成19年）5月1日に友好都市提携を締結した。交流のきっかけは、サク市が佐久市と同名であったことである。以後、サク市と佐久市の間で市長や住民が互いに訪問し合うなどして交流を深めている。
2020年12月1日、令和2年度外務大臣表彰を受賞。

## 行政
サク市議会議長（エストニア語: volikogu esimees）は、マリアンヌ・ランテ（Marianne Rande）、2010年現在の市長（エストニア語: vallavanem）はクノ・ローパ（Kuno Rooba）である。

## 地理

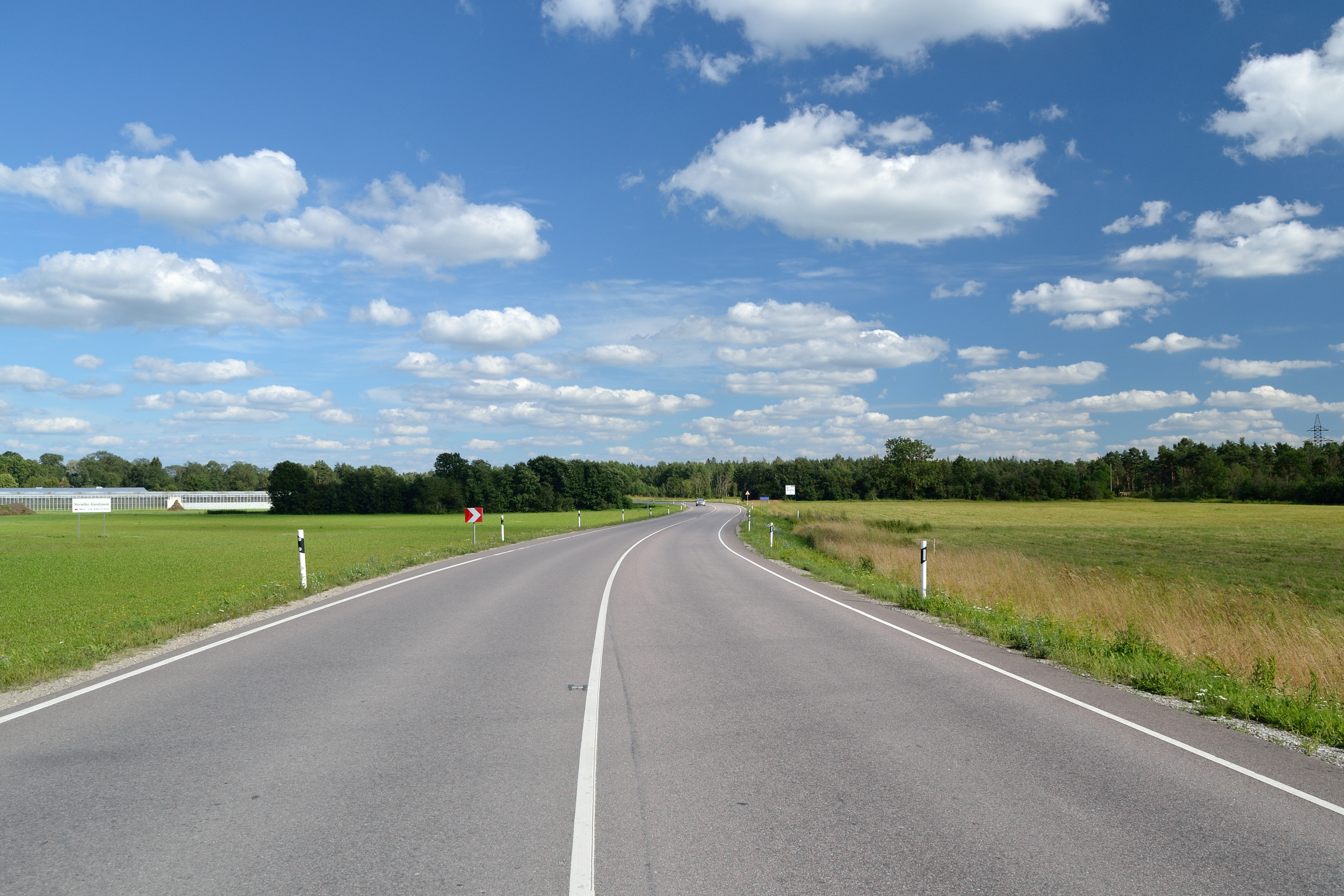
サク市内を通るタリン・サク・ラークリ道路

エストニア国立農業研究所（ERIA）がある。

### 町・字
2つの町（エストニア語: alevikud）と19の村（日本の大字に相当、エストニア語: külad）がサク市にある。
町：キーサ、サク
村：イェルクメー、ユーリク、カヤマー、カナマ、カセメッサ、キルタル、クルトナ、ロクティ、メンニク、メッサヌルメ、ラフラ、ロープカ、サウスティノーメ、ソーカエラ・メッサヌルカ、テナッシルマ、タカティ、タンメイェルヴェ、タンメメー、トトゥヴァ、エクスヌルメ

## スポーツ
サク市クルトナにはバンディのエストニア連盟本部がある。

## 友好都市
- 日本 長野県佐久市[4]